# Gravedad cuántica

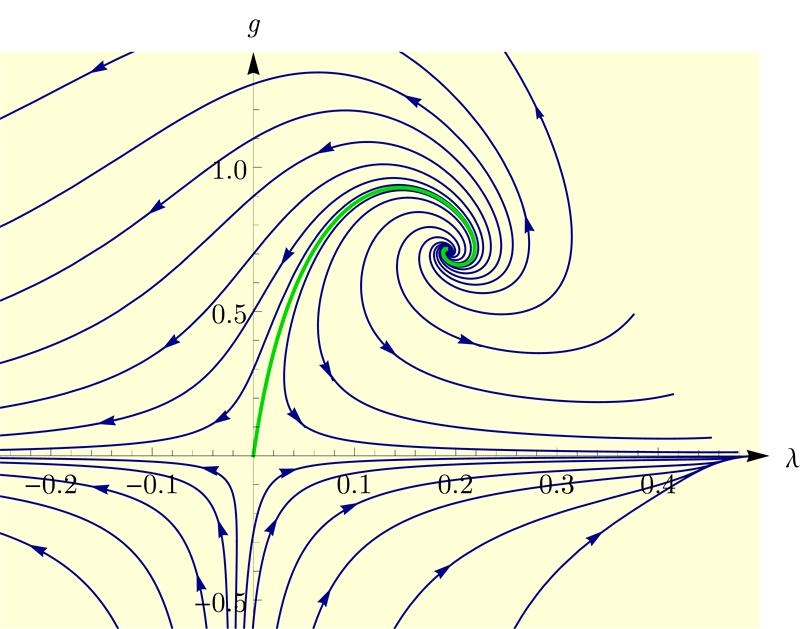
Diagrama de flujo de la gravedad cuántica de Einstein (QEG) en el truncamiento de Einstein-Hilbert.

La gravedad cuántica es el campo de la física teórica que procura unificar la teoría cuántica de campos, que describe tres de las fuerzas fundamentales de la naturaleza, con la relatividad general, la teoría de la cuarta fuerza fundamental: la gravedad. La meta es lograr establecer una base matemática unificada que describa el comportamiento de todas las fuerzas de la Naturaleza, conocida como la teoría del campo unificado.

## Introducción
Una teoría cuántica de la gravedad debe generalizar dos teorías de supuestos y formulación radicalmente diferentes:
- La teoría cuántica de campos, que es una teoría no determinista sobre campos de partículas asentados en el espacio-tiempo plano de la relatividad especial (métrica de Minkowski) que no es afectado en su geometría por el momento lineal de las partículas.
- La teoría de la relatividad general que es una teoría determinista que modela la gravedad como curvatura dentro de un espacio-tiempo que cambia con el movimiento de la materia y densidades energéticas.

### Teorías gauge
Las maneras más obvias de combinar mecánica cuántica y relatividad general, sin usar teorías de gauge, tales como tratar la gravedad como simplemente otro campo de partículas, conducen rápidamente a lo que se conoce como el problema de la renormalización. Esto está en contraste con la electrodinámica cuántica y las otras teorías de gauge que son en general renormalizables y donde el cálculo perturbativo mediante diagramas de Feynman pueden ser acomodados para dar lugar a resultados finitos, eliminando los infinitos divergentes asociados a ciertos diagramas vía renormalización. 
En cuanto a los detalles formales, hay que señalar que las teorías cuánticas de campos exitosas como la teoría electrodébil (que aúna la interacción electromagnética y la débil) y la cromodinámica cuántica (que describe la interacción fuerte) en forma de teorías de gauge de tipo Yang-Mills usan un grupo de gauge finito, pero que el tratamiento del campo gravitatorio como campo de gauge requeriría un grupo de gauge infinito para representar las simetrías goblales, ya que el conjunto de difeomorfismos (véase homeomorfismo) del espacio-tiempo no es un grupo finito. Sin embargo, si hay intentos de construir teorías cuánticas de la gravitación mediante grupos de gauge locales, como {\displaystyle {\text{GL}}(4,\mathbb {R} )}

### Ámbitos disjuntos de la TQC y la TRG
Otra dificultad viene del éxito de la teoría cuántica de campos (TQC) y la relatividad general (TRG). Ambas han sido altamente exitosas y comprobadas con un altísimo grado de precisión en sus respectivos dominios de aplicación. Sin embargo, parecen existir situaciones en que TQC y la TRG difieren notablemente, como los primeros instantes del universo o las situaciones que involucran singularidades espacio-temporales. En esas situaciones se requeriría una nueva teoría diferente, que resuelva las incompatibilidades. De hecho, actualmente, el problema más profundo de la física teórica es armonizar la teoría de la relatividad general, con la que se describe la gravitación y se aplica a las estructuras macroscópicas (desde canicas a galaxias), con la mecánica cuántica, que describe las otras tres fuerzas fundamentales y que actúan en la escala cuántica.
Las energías y las condiciones en las cuales la gravedad cuántica es probable que sea importante son, hoy por hoy, inaccesibles a los experimentos de laboratorio o las energías disponibles en los aceleradores de partículas disponibles. El resultado de esto es que no hay una guía experimental sobre cómo combinar las TQC y la TRG.
La lección fundamental de la relatividad general es que no hay substrato fijo del espacio-tiempo, según lo admitido en la mecánica newtoniana y la relatividad especial. Aunque fácil de concebir en principio, esta es la idea más difícil de entender sobre la relatividad general, y sus consecuencias son profundas y no completamente exploradas aún en el nivel clásico. Hasta cierto punto, la relatividad general se puede considerar como una teoría totalmente relacional, en la cual la única información físicamente relevante es la relación entre diversos acontecimientos en el espacio-tiempo.

### Espacio-tiempo cuántico
Por otra parte, los físicos cuánticos han dependido desde su invención de una estructura (no-dinámica) fija como substrato. En el caso de la mecánica cuántica, es el tiempo el que se da y no es dinámico, exactamente como en la mecánica clásica newtoniana. En teoría relativista de campos cuánticos, lo mismo que en teoría clásica de campos, el espacio-tiempo de Minkowski es el substrato fijo de la teoría. Finalmente, la teoría de las cuerdas, comenzada como una generalización de la teoría de campos cuánticos donde, en vez de partículas puntuales, se propagan en un fondo fijo del espacio-tiempo objetos semejantes a cuerdas. 
La teoría cuántica de campos en un espacio (no minkowskiano) curvo, aunque no es una teoría cuántica de la gravedad, ha mostrado que algunas de las asunciones de la base de la teoría de campos cuánticos no se pueden transportar al espacio-tiempo curvado, aún menos, entonces, a la verdadera gravedad cuántica. En particular, el vacío, cuando existe, se demuestra dependiente de la trayectoria del observador en el espacio-tiempo. Asimismo, el concepto de campo se ve como fundamental sobre el concepto de partícula (que se presenta como una manera conveniente de describir interacciones localizadas).
Históricamente, ha habido dos reacciones a la inconsistencia evidente de las teorías cuánticas con la substrato-independencia obligatoria de la relatividad general. El primero es que la interpretación geométrica de la relatividad general no es fundamental, sino apenas una cualidad emergente de cierta teoría substrato-dependiente. Esto se remarca explícitamente, por ejemplo, en el texto clásico Gravitation and Cosmology de Steven Weinberg. La visión opuesta es que la independencia del substrato es fundamental, y la mecánica cuántica precisa generalizarse a contextos donde no hay tiempo especificado a priori. El punto de vista geométrico es expuesto en el texto clásico Gravitation, por Misner, Thorne y Wheeler. Es interesante que dos libros escritos por gigantes de la física teórica, en los que expresan puntos de vista totalmente opuestos del significado de la gravitación, fueran publicados casi simultáneamente al comienzo de los años 1970. Simplemente, se había alcanzado un callejón sin salida. No obstante, desde entonces el progreso ha sido rápido en ambos frentes, conduciendo en última instancia a ST (String Theory o teoría de cuerdas) y a la gravedad cuántica de bucles LQG.
- Modela la gravedad como curvatura dentro de un Espacio-tiempo cuántico  que cambia con el movimiento de la materia y densidades energéticas.

{\displaystyle ds^{2}=g_{\mu \nu }d\langle {\hat {x}}\rangle ^{\mu }d\langle {\hat {x}}\rangle ^{\nu }}.

### Requerimientos de una teoría cuántica de la gravedad
El enfoque general tomado en derivar una teoría de la gravedad cuántica es asumir que la teoría subyacente será simple y elegante. Entonces se mirarían las teorías actuales para buscar las simetrías y las indicaciones sobre cómo combinarlas elegantemente en una teoría abarcadora. Un problema con este enfoque es que no se sabe si la gravedad cuántica será una teoría simple y elegante. 
Tal teoría se requiere para entender los problemas que implican la combinación de masas o de energías muy grandes y de dimensiones muy pequeñas del espacio, tales como el comportamiento de los agujeros negros, y el origen del universo. 
Una teoría cuántica de la gravitación debería estar en capacidad de ayudarnos a resolver varios problemas físicos no resueltos, como:
- el problema de las singularidades, que nos explique cuál es el fin último de una partícula que cae en un agujero negro, siguiendo una geodésica que acaba en una "singularidad" espaciotemporal y cuál es la naturaleza física de las singularidades.
- el problema del origen del universo, que explique el proceso conocido como inflación cuántica, que al parecer podría explicar también el problema cosmológico del horizonte.

Roger Penrose ha propuesto algunos hechos que la teoría cuántica de gravitación podría (o debería) explicar:
- el problema del colapso de la función de onda cuántica: como es sabido, la mecánica cuántica postula dos clases de evolución temporal. Por un lado tenemos una evolución temporal suave, determinista y lineal dada por una ecuación tipo ecuación de Schrödinger (cuando el sistema se deja evolucionar sin afectarlo mediante ninguna medida), tal como se recoge en el postulado V. Y por otro lado tenemos una evolución abrupta, aleatoria y no lineal recogida en el postulado IV, y que ocurre cuando hacemos una medida de una magnitud física del sistema. De acuerdo con Penrose, estos dos tipos de evolución podrían ser casos límites de un mismo tipo de evolución no lineal que en ciertas ocasiones se presenta como lineal o cuasi-lineal, quedando así explicada la ambigüedad de la teoría cuántica sobre cuándo realmente ocurre o no una medida.

- La asimetría temporal relacionada con la segunda ley de la termodinámica que Penrose argumenta razonadamente se remonta a que la singularidad inicial del big bang fue de un tipo especial con tensor de curvatura de Weyl nulo. Penrose explica que todas las singularidades finales, como las de los agujeros negros, por el contrario, conllevan un tensor de Weyl que tiende a infinito.

- la naturaleza de la conciencia humana, que Penrose opina no es de naturaleza puramente algorítmica, sino que incluiría elementos no computables. Penrose apunta que una teoría cuántica de la gravitación debería ser no lineal, y si bien podría ser realmente determinista, sería claramente no computable, lo que explicaría que los fenómenos cuánticos de medición nos parecieran impredecibles tal como realmente los observamos.

También una teoría cuántica de la gravedad debería ampliar nuestro conocimiento de efectos cuánticos predichos por enfoques tentativos de otras teorías cuánticas, como la existencia de radiación de Hawking.

## Intentos de teorías cuánticas de la gravedad
Hay un número de teorías y de prototeorías propuestas de la gravedad cuántica, que incluyen:
- Conjuntos causales (de Rafael Sorkin)
- Expansión cósmica en escala[3] (de C. Johan Masreliez)
- Geometría no conmutativa (de Alain Connes)
- Geometrodinámica (de John Wheeler)
- Graficidad cuántica (de Fotini Markopoulou)[4]
- Gravedad cuántica canónica (de Bryce DeWitt)[5]
- Gravedad cuántica de bucles (de Abhay Ashtekar, Lee Smolin y Carlo Rovelli)
- Gravedad cuántica de Einstein (de Martin Reuter)[6]
- Gravedad cuántica euclídea o "estado de Hartle-Hawking" (de Stephen Hawking y James Hartle)
- Gravitón Nexus (de Stuart Marongwe)[7]
- La teoría "R=T" (Dilatón)[8][9] de Robert Mann y Tony C. Scott)
- Relatividad interna (de Olaf Dreyer)
- Supergravedad
- Teoría 2-T (de Itzhak Bars)[10]
- Teoría 26D (de Richard Ruquist)[11]
- Teoría de supercuerdas y teoría M
- Teoría de twistores (de Roger Penrose)
- Teoría E8 (de Garrett Lisi)
- Teoría F (de Cumrun Vafa)[12]
- Teoría S (de Itzhak Bars)[13]
- Triangulación dinámica causal (de Renate Loll, Jan Ambjørn y Jerzy Jurkiewicz)
- Universo holográfico (de Gerard 't Hooft y Leonard Susskind)[14]
- Teoría poscuántica de la gravedad clásica (de Jonathan Oppenheim)[15]

## Teóricos de gravedad cuántica
| - Abhay Ashtekar - John Baez - Julian Barbour - Martin Bojowald - Louis Crane - Rodolfo Gambini - Brian Greene - Stephen Hawking - Peter Higgs | - Christopher Isham - Ted Jacobson - Michio Kaku - Renate Loll - Robert B. Mann - Fotini Markopoulou-Kalamara - Roger Penrose - Jorge Pullin - Carlo Rovelli | - Tony C. Scott - Lee Smolin - Sabine Hossenfelder - Andrew Strominger - Thomas Thiemann - Edward Witten - John Archibald Wheeler - Barton Zwiebach |